# Puszka sitowa

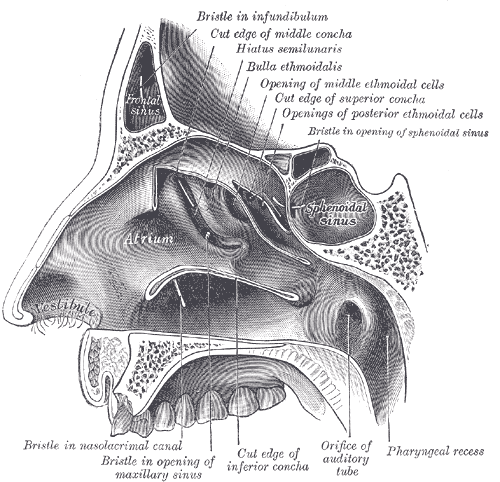
Boczna ściana jamy nosowej (strona prawa) po usunięciu małżowiny nosowej środkowej (Cut edge of middle concha). Puszka sitowa (Bulla ethmoidalis) zaznaczona na górze.

Puszka sitowa (łac. bulla ethmoidalis) – struktura anatomiczna znajdująca się na bocznej ścianie jamy nosowej. Puszka sitowa jest przestrzenią pneumatyczną błędnika sitowego i leży ukryta pod małżowiną nosową środkową. Jest ona największą komórką sitową. Od góry i tyłu ogranicza ona rozwór półksiężycowaty oraz lejek sitowy. Puszka sitowa może być podzielona cienkimi blaszkami kostnymi, które tworzą obszar komórek sitowych środkowych. Embriologicznie jest ona małżowiną pośrednią (łac. concha intermedia), pozostałością po małżowinie dodatkowej, która podczas embriogenezy przesunęła się na boczną ścianę jamy nosowej. Puszka sitowa ma połączenie z jamą nosową. Otwiera się ona na bocznej ścianie jamy nosowej w lejku sitowym przez rozwór półksiężycowaty. Niekiedy puszka sitowa może ulec nadmiernemu upowietrznieniu osiągając znaczne rozmiary. W tym wypadku może ona blokować przestrzeń przewodu nosowego środkowego i uniemożliwiać prawidłowy drenaż (opróżnianie) innych zatok przynosowych. Może być to przyczyną nawracających zapaleń zatok przynosowych. Taki wariant anatomiczny występuje u około 8% ludzi.